# NGC 3430
NGC 3430 је спирална галаксија у сазвежђу Мали лав која се налази на NGC листи објеката дубоког неба.
Деклинација објекта је + 32° 57' 3" а ректасцензија 10h 52m 11,5s. Привидна величина (магнитуда) објекта NGC 3430 износи 11,5 а фотографска магнитуда 12,2. Налази се на удаљености од 27,764 милиона парсека од Сунца. NGC 3430 је још познат и под ознакама UGC 5982, MCG 6-24-26, CGCG 184-29, KUG 1049+332, IRAS 10494+3312, PGC 32614.